# Пельї

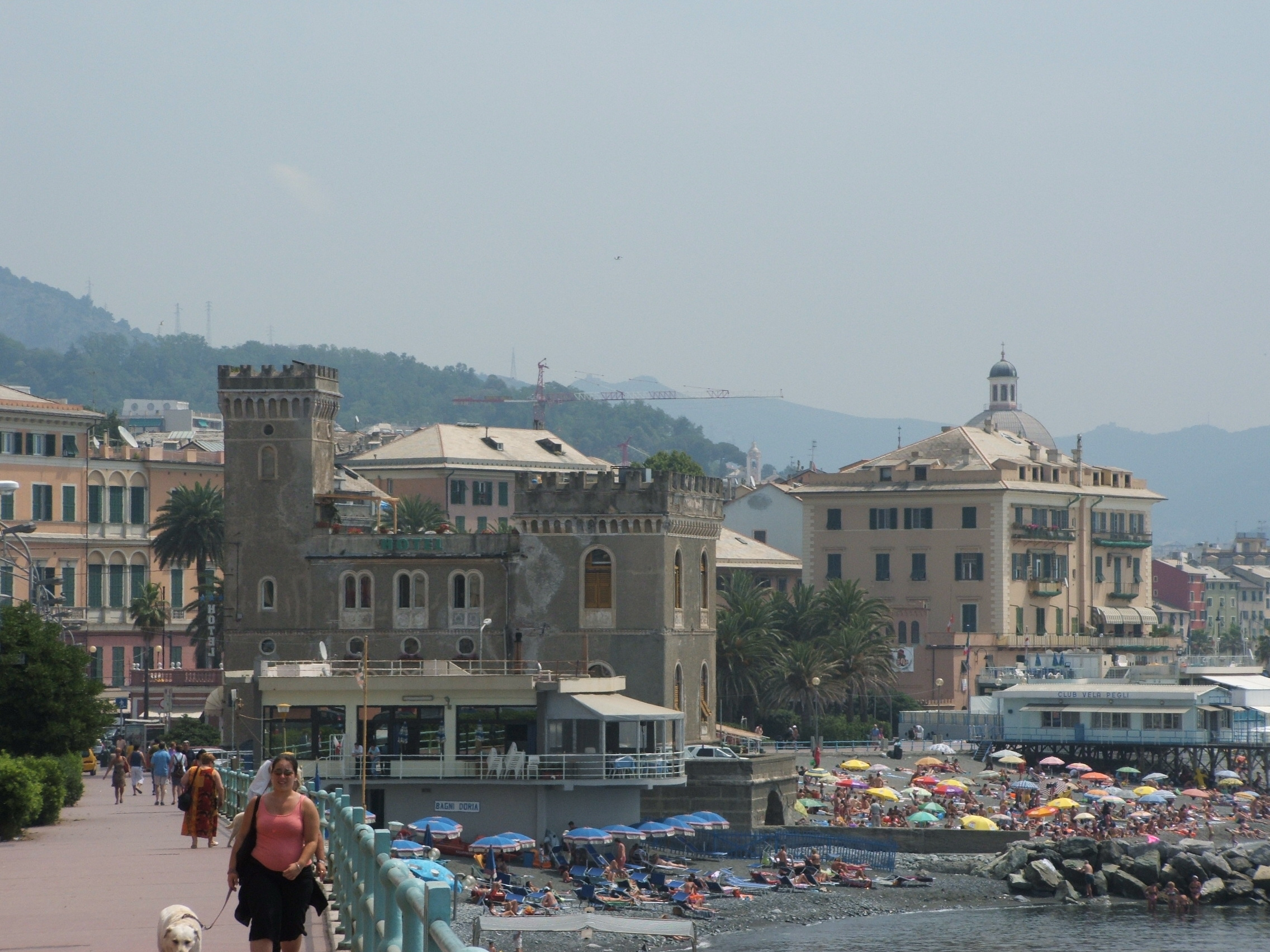
Набережна Пельї

Пельї — район на заході Генуї, Італія.
Має м'який морський клімат, є, в основному, житловим районом із чотирма громадськими парками та районами віл та маєтків. Також відомий як туристичний курорт із готелями та пляжами.
21 листопада 1854 року тут народився Джакомо делла К'єза, якого пізніше було обрано папою римським під ім'ям Бенедикта XV.
44°25′31″ пн. ш. 8°48′52″ сх. д. / 44.42528° пн. ш. 8.81444° сх. д.
| Італія | Це незавершена стаття з географії Італії. Ви можете допомогти проєкту, виправивши або дописавши її. |